# Jorge Maqueda
Jorge Maqueda Peño, född 6 februari 1988 i Toledo, är en spansk handbollsspelare (högernia).

## Klubbkarriär
Maqueda inledde karriären i spanska klubben BM Villafranca men spelade sedan för toppklubben FC Barcelona mellan 2005 och 2007. Sedan var han två år i  BM Alcobendas 2007–2009 innan han spelade för  BM Aragón mellan 2009 och 2012. Med Barcelona spelade han i EHF Champions League 2005-2006 och  2006-2007 och med Aragón i EHF Cup 2009-2010.
Då de spanska klubbarna hade ekonomiska problem skrev han kontrakt med HBC Nantes från säsongen 2012.och spelade sedan med Nantes i EHF European Cup 2012-2015. Han avslutade tiden i Nantes 2015. Från säsongen 2015-2016 spelade han  för den makedonska klubben RK Vardar Skopje.  Med Vardar vann han makedonska cupen 2016 och 2017, makedonska mästerskapet 2016 och 2017 och EHF Champions League 2017. Sommaren 2018 anslöt han till den ungerska klubben Pick Szeged.  Sommaren 2020 bytte Maqueda klubb till likaledes ungerska Veszprém KC.  Med Veszprém vann han ungerska cupen 2021 och 2022.
I november 2021 blev Maqueda klar för en återkomst i HBC Nantes, där han skrev på ett tvåårskontrakt med start i juli 2022.

## Landslagskarriär
Maqueda har i augusti 2021 efter OS 2020 spelat 152 landskamper för Spanien och gjort 378 mål.
I det spanska landslaget har Jorge Maqueda vunnit flera medaljer i mästerskap. Han kom trea i VM 2011 i Sverige. 2012 deltog han i olympiska spelen men slutade på sjunde plats. Vid VM 2013 i som spelades i Spanien blev han världsmästare. Vid  EM året efter 2014 blev han trea för att sedan bli silvermedaljör i EM 2016. Vid EM 2020  där finalen spelades i Stockholm mot Kroatien vann han EM-titeln och blev även uttagen till All Star-laget. I VM 2021 i Egypten fick han sin andra bronsmedalj i VM då Spanien besegrade Egypten i bronsmatchen. Han vann brons vid OS 2020 i Tokyo. 